# Hard Rock Hallelujah
Hard Rock Hallelujah este un cântec al trupei Lordi.

## Lista cântecelor
1. Hard Rock Hallelujah (Eurovicious Radio Edit)
2. Hard Rock Hallelujah
3. Mr. Killjoy